# Gasteracantha hasselti
Gasteracantha hasselti är en spindelart som beskrevs av Carl Ludwig Koch 1837. Gasteracantha hasselti ingår i släktet Gasteracantha och familjen hjulspindlar. Inga underarter finns listade i Catalogue of Life.